# Erywań (stacja kolejowa)
Erywań – stacja kolejowa w Erywaniu, w Armenii. Jest największą stacją kolejowa w kraju. Posiada 2 perony. Znajduje się tu stacja metra.

## Historia
W 1902 roku otwarto stację w Erywaniu z okazji otwarcia pierwszej linii kolejowej łączącej Alexandropol (Giumri) i Tbilisi, podczas gdy drugą linię otwarto do azerskiego miasta Culfa i Iranu w 1908 roku. Budynek dworca został ukończony w roku 1956. W dniu 31 lipca 2009 roku otwarto Muzeum Transportu Kolejowego Armenii, a w 2010 miała miejsce przebudowa dworca.

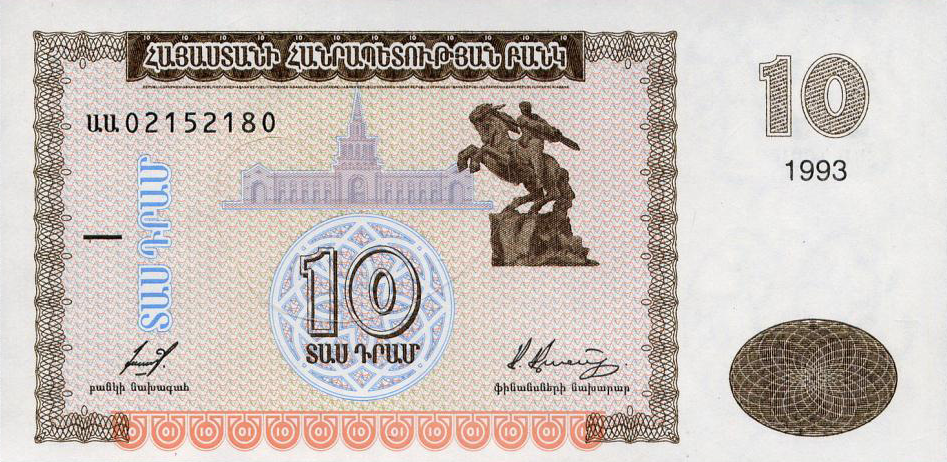
Stacja Erywań na banknocie o nominalnej wartości 10 dramów armeńskich.